# Clausicella puella
Clausicella puella är en tvåvingeart som först beskrevs av Camillo Rondani 1861.  Clausicella puella ingår i släktet Clausicella och familjen parasitflugor. Inga underarter finns listade i Catalogue of Life.